# 安東尼奧·盧納
安東尼奧·盧納·德聖斐多羅·努威西歐·安奇塔（西班牙語：Antonio Luna de San Pedro y Novicio Ancheta，1866年10月29日—1899年6月5日），又譯為安東尼歐·魯納，生於菲律賓馬尼拉，菲律賓將軍，曾率菲律賓革命軍，參與美菲戰爭。在軍事之外，他曾研究藥學、文學與化學。
非律宾前独裁者费迪南德·马科斯曾声称他是卢纳的后裔，然而这一说法后来被系谱学家Mona Magno-Veluz否认。